# Friedhof Erzhausen

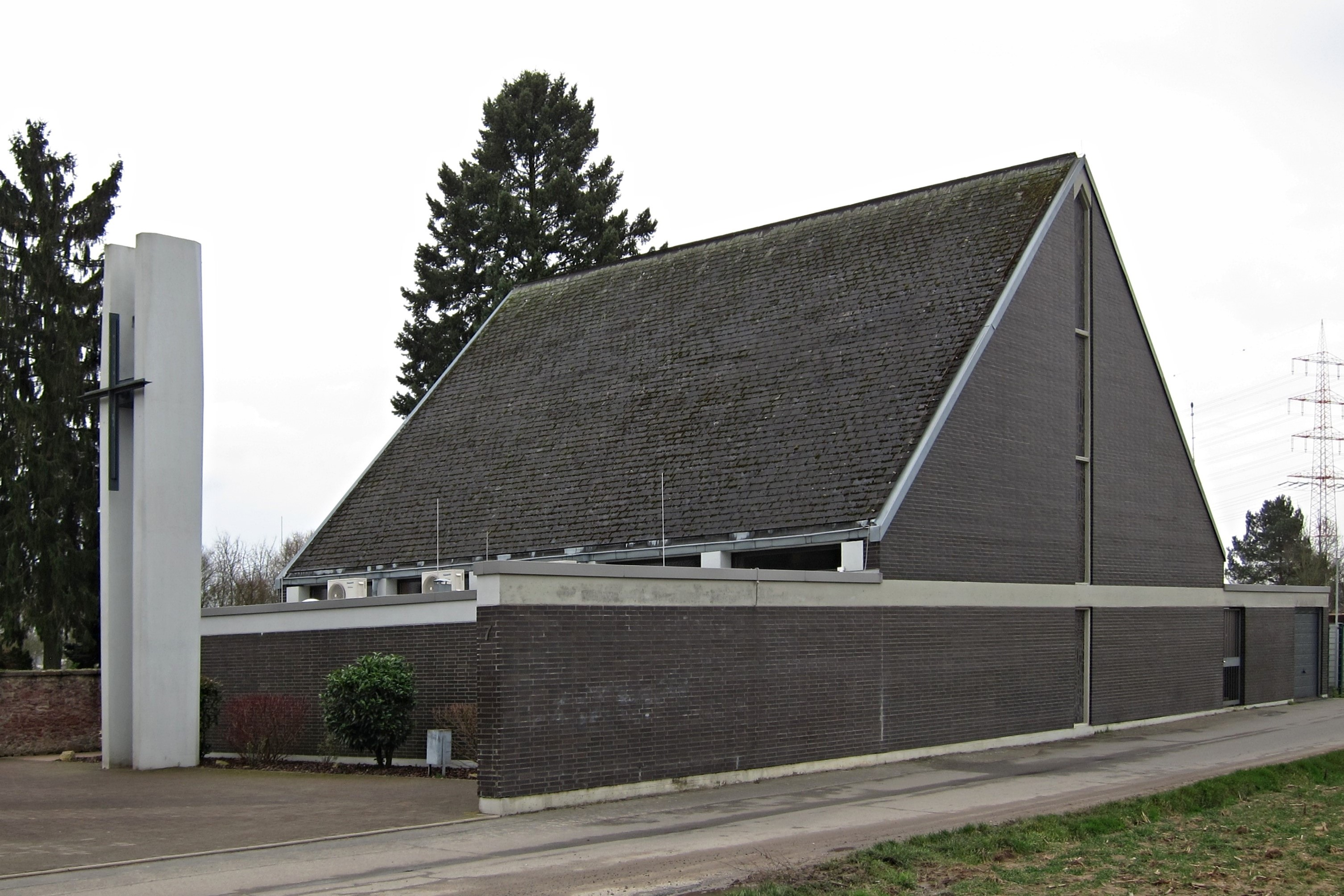
Einsegnungshalle (2018)

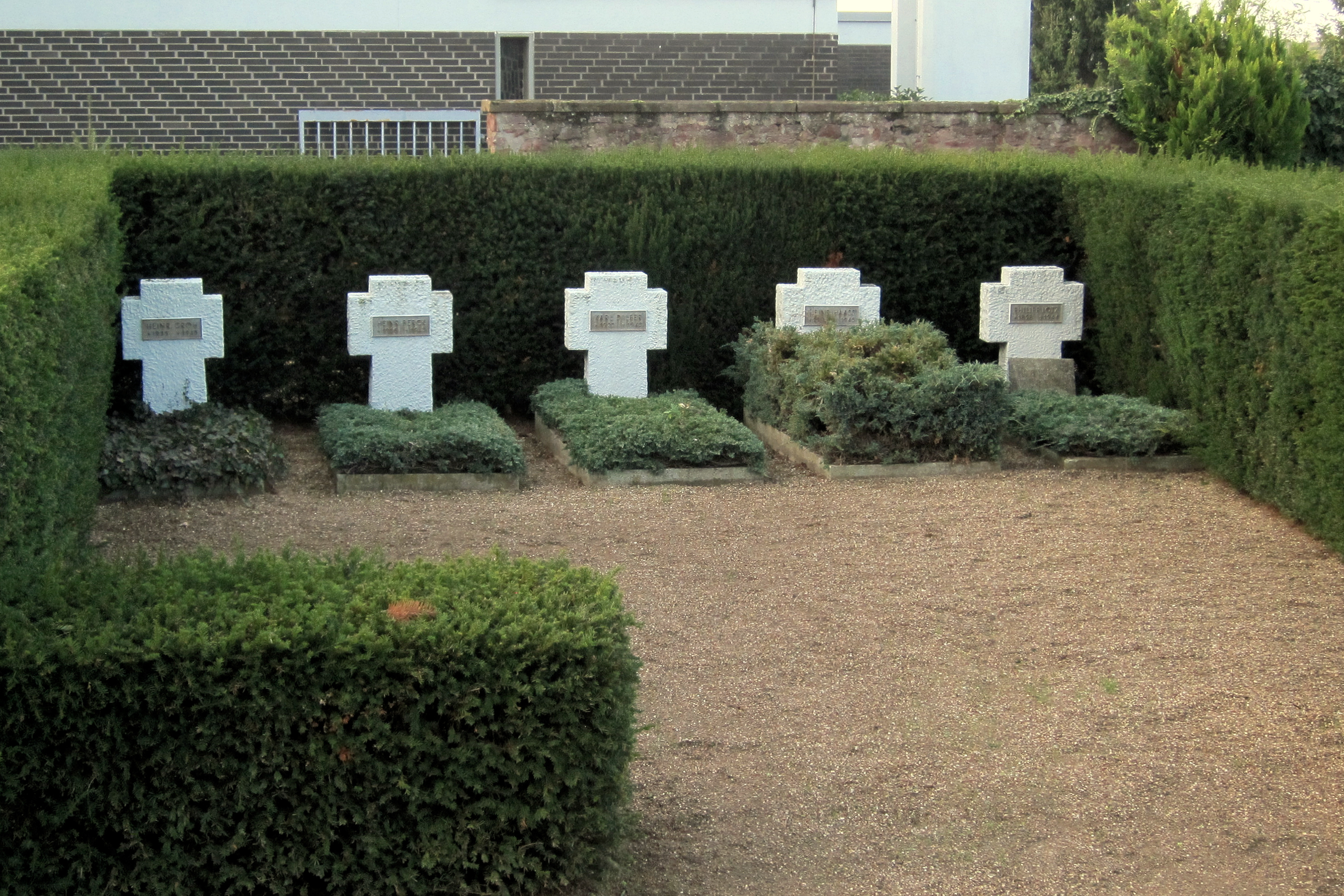
Kriegsgräber (2019)

Der Friedhof Erzhausen ist ein Friedhof in Erzhausen, Hessen. Der nördliche Abschnitt des Friedhofs steht als historisches Denkmal unter Denkmalschutz.

## Geschichte und Beschreibung
Ursprünglich befand sich der Friedhof auf dem Areal der evangelischen Kirche. In den 1850er-Jahren wurde der Friedhof an den Südrand von Erzhausen verlegt und 1854 eingeweiht. Eine ca. 1,80 Meter hohe Umfassungsmauer aus dem sogenannten „Rauen Stein“, aus einem Langener Steinbruch, umgibt den alten Teil des Friedhofs. Der Friedhof wurde mehrfach nach Süden erweitert. Der südliche Teil ist mit einem Zaun eingefriedet.
Am Westrand des Friedhofs befindet sich ein Kriegsgräberfeld, das an die Opfer des Zweiten Weltkriegs erinnert.
1968 wurde am Westrand des Friedhofsareals eine neue Einsegnungshalle nach Plänen von Dietrich Neumann erbaut. Die im Stil der Moderne errichtete Halle besitzt ein Satteldach. Die Fassade besteht aus braunen Mauerziegeln.